# لیلبرن (جورجیا)
لیلبرن، جورجیا (به انگلیسی: Lilburn, Georgia) یک شهر در ایالات متحده آمریکا با جمعیت ۱۱٬۵۹۶ نفر است که در جورجیا واقع شده‌است.

## موقعیت جغرافیایی
موقعیت جغرافیایی شهرها و مناطق اطراف به شرح زیر است: